# Chloroclysta primaria
Chloroclysta primaria là một loài bướm đêm trong họ Geometridae.